# Lycée Lakanal

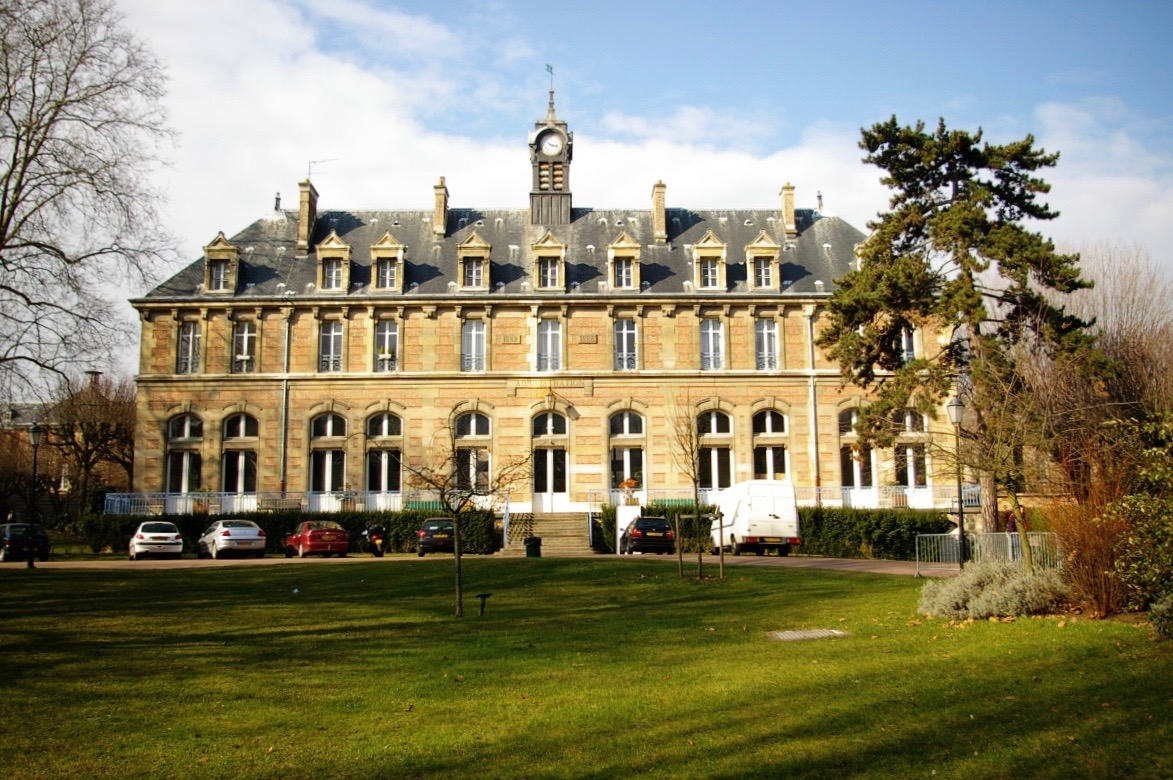
Lycée Lakanal

Lycée Lakanal – publiczna szkoła średnia znajdująca się w Sceaux, w departamencie Hauts-de-Seine, we Francji, w obszarze metropolitalnym Paryża. Jej patronem jest Joseph Lakanal, francuski polityk oraz założyciel Instytutu Francji. Znani francuscy naukowcy i pisarze ukończyli Lycée Lakanal, w tym Jean Giraudoux, Alain-Fournier i Frédéric Joliot-Curie.
Kilku byłych studentów przeszło do głównych szkół, w tym HEC Paris.

## Znani absolwenci
- Pierre de Bénouville, francuski wojskowy, polityk i dziennikarz[1]
- Jacques Chaban-Delmas, francuski polityk, uczestnik ruchu oporu w okresie II wojny światowej, generał brygady[1]
- Donald Gargasson, francuski rugbysta polskiego pochodzenia[1]
- Paul Hazard, francuski historyk literatury, historyk kultury i komparatysta[1]
- Charles Péguy, francuski poeta, dramaturg i publicysta[1]
- Frantz Reichel, francuski sportowiec[1]